# Ambatolava
Ambatolava is een plaats en commune in Madagaskar, behorend tot het district Vangaindrano. Tijdens de laatste volkstelling (2001) telde de plaats 9.854 inwoners. 
De plaats biedt alleen lager onderwijs. 99% van de inwoners werkt in de landbouw, de belangrijkste landbouwproducten zijn koffie en rijst; een ander belangrijk product is cassave. In de dienstensector werkt 1% van de inwoners. 